# Đầu nối RF
Đầu nối RF đồng trục hay đầu nối tín hiệu vô tuyến là đầu nối điện được thiết kế để hoạt động ở tần số vô tuyến trong phạm vi đến vài megahertz.
Đầu nối RF là hệ thống đồng trục để ghép nối với cáp đồng trục nhằm truyền đưa tín hiệu và duy trì sự che chắn các nhiễu trong môi trường. Các mô hình tốt hơn cũng giảm thiểu sự thay đổi trong trở kháng đường dây tại kết nối. Về mặt cơ học, chúng có thể cung cấp cơ chế đóng chặt (sợi, lưỡi lê, nơ đeo mù) và lò xo để tiếp xúc có điện trở thuần (trở ohmic) thấp đồng thời tiết kiệm bề mặt mạ vàng, do đó cho phép làm việc ở tần số rất cao và giảm lực cắm.
Các nghiên cứu trong lĩnh vực thiết kế mạch tần số vô tuyến điện đã tăng lên trong những năm 2000 nhằm đáp ứng trực tiếp nhu cầu thị trường khổng lồ cho các máy thu vô tuyến tốc độ cao và giá thành hạ.

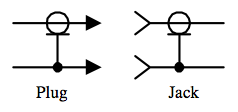
Ký hiệu điện cho đầu nối RF: đầu cắm (plug) và ổ (jack)
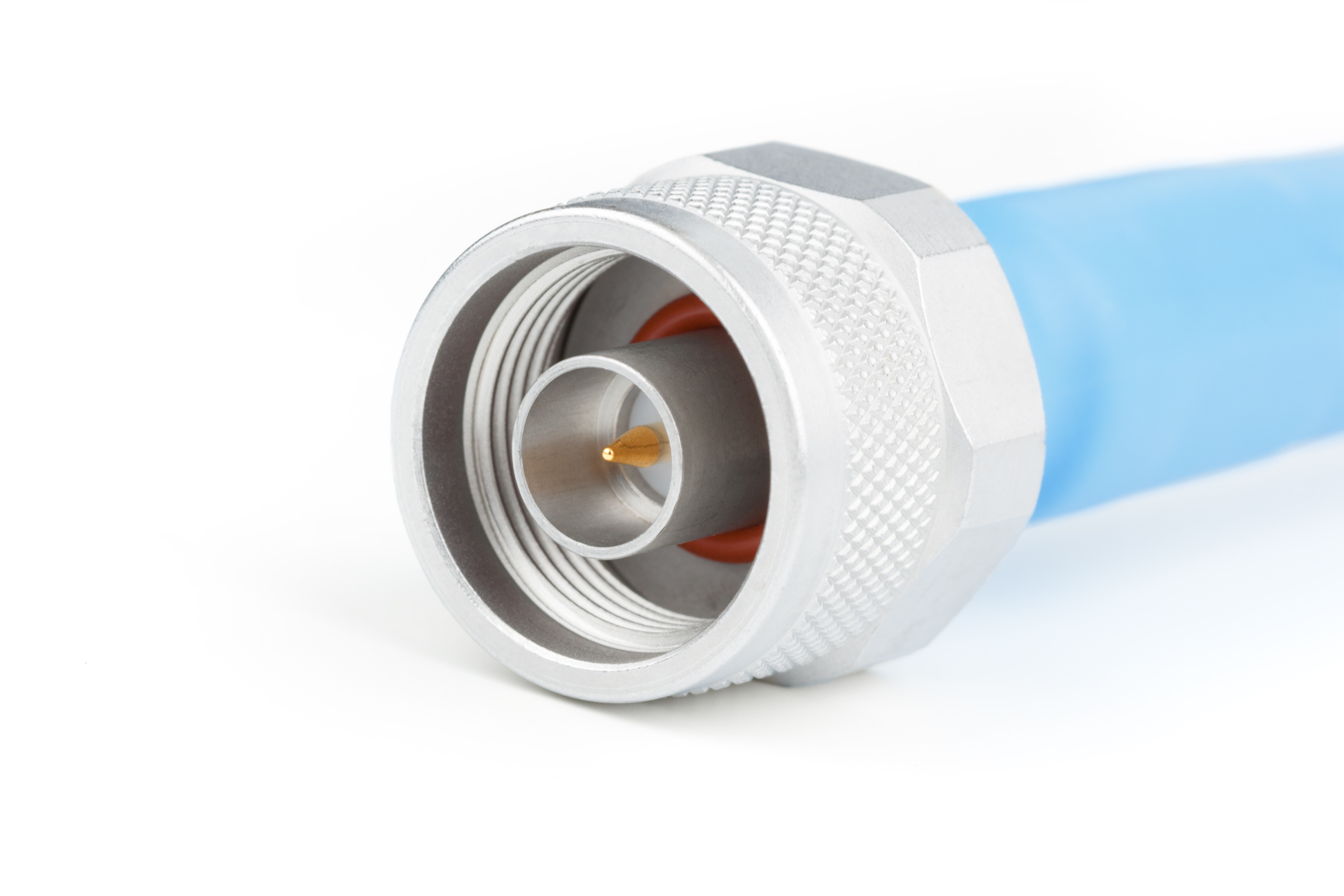
Đầu nối RF đực kiểu N và cáp đồng trục cho thiết bị kỹ thuật
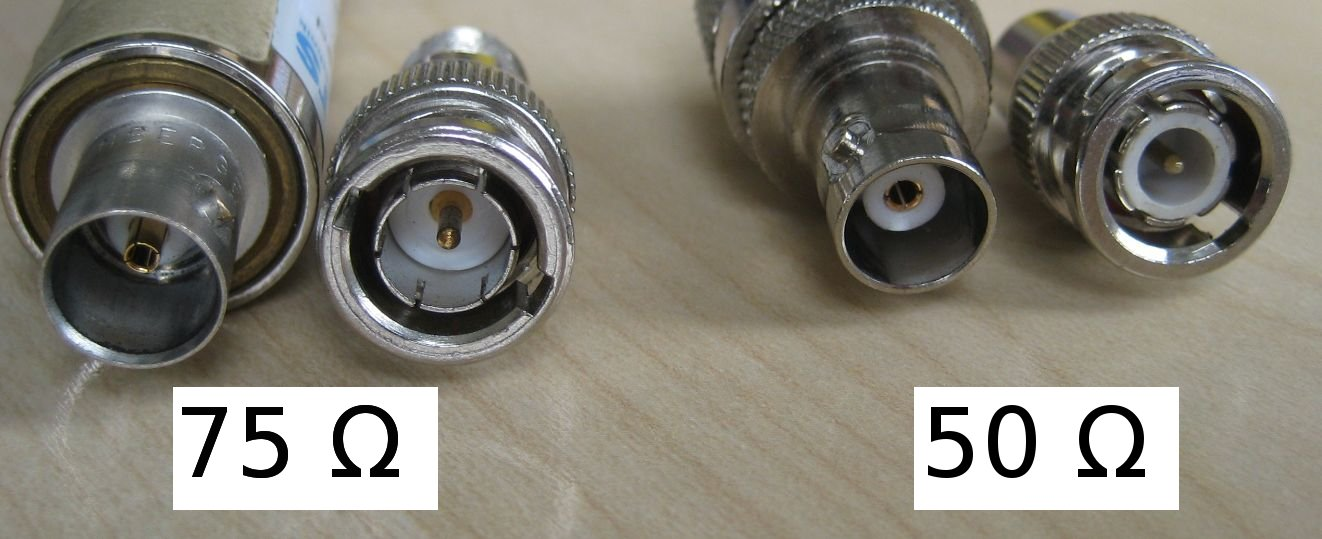
Đầu nối kiểu BNC 50 Ω và 75 Ω
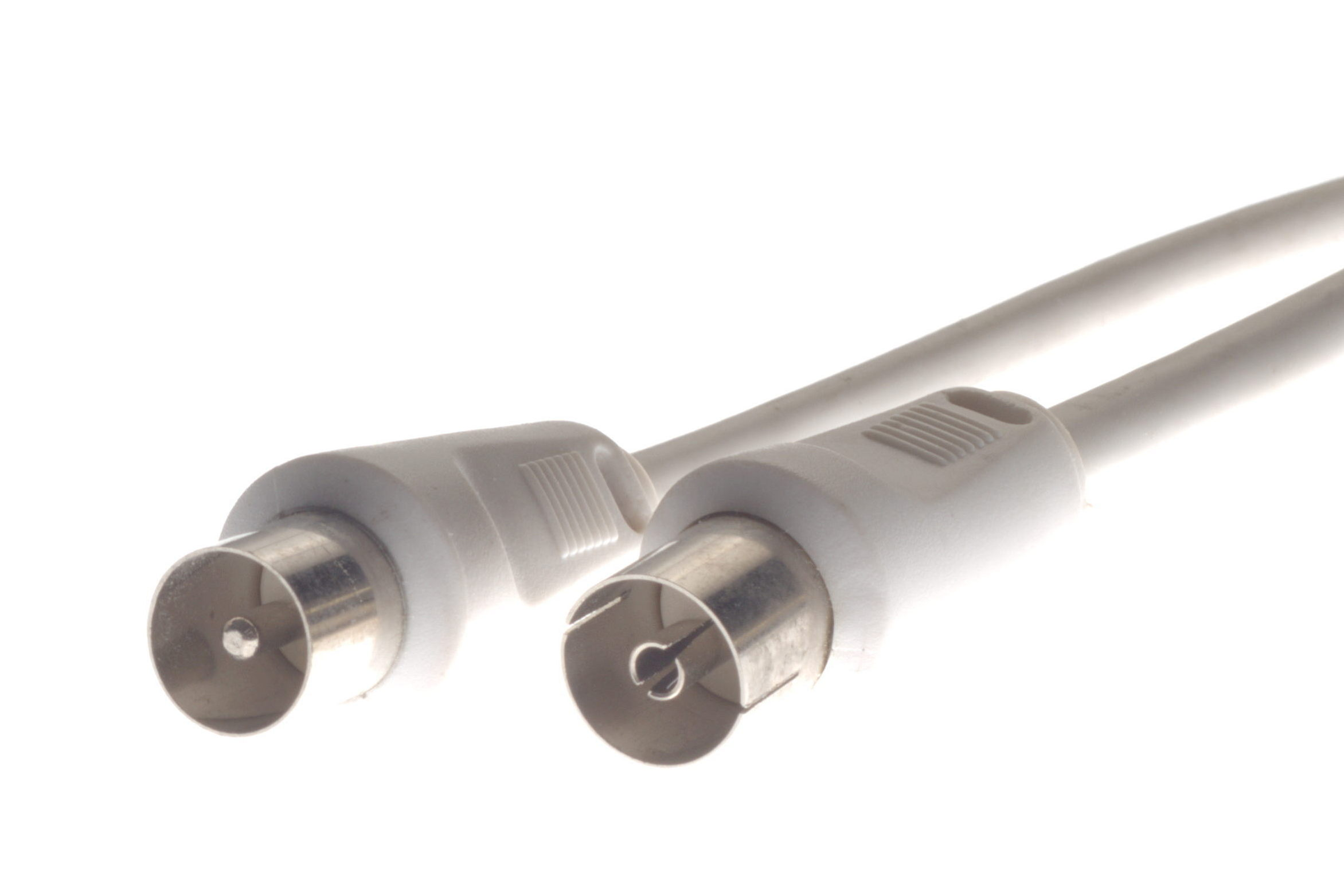
Đầu cắm antenna IEC-60169-2 cho tivi, radio
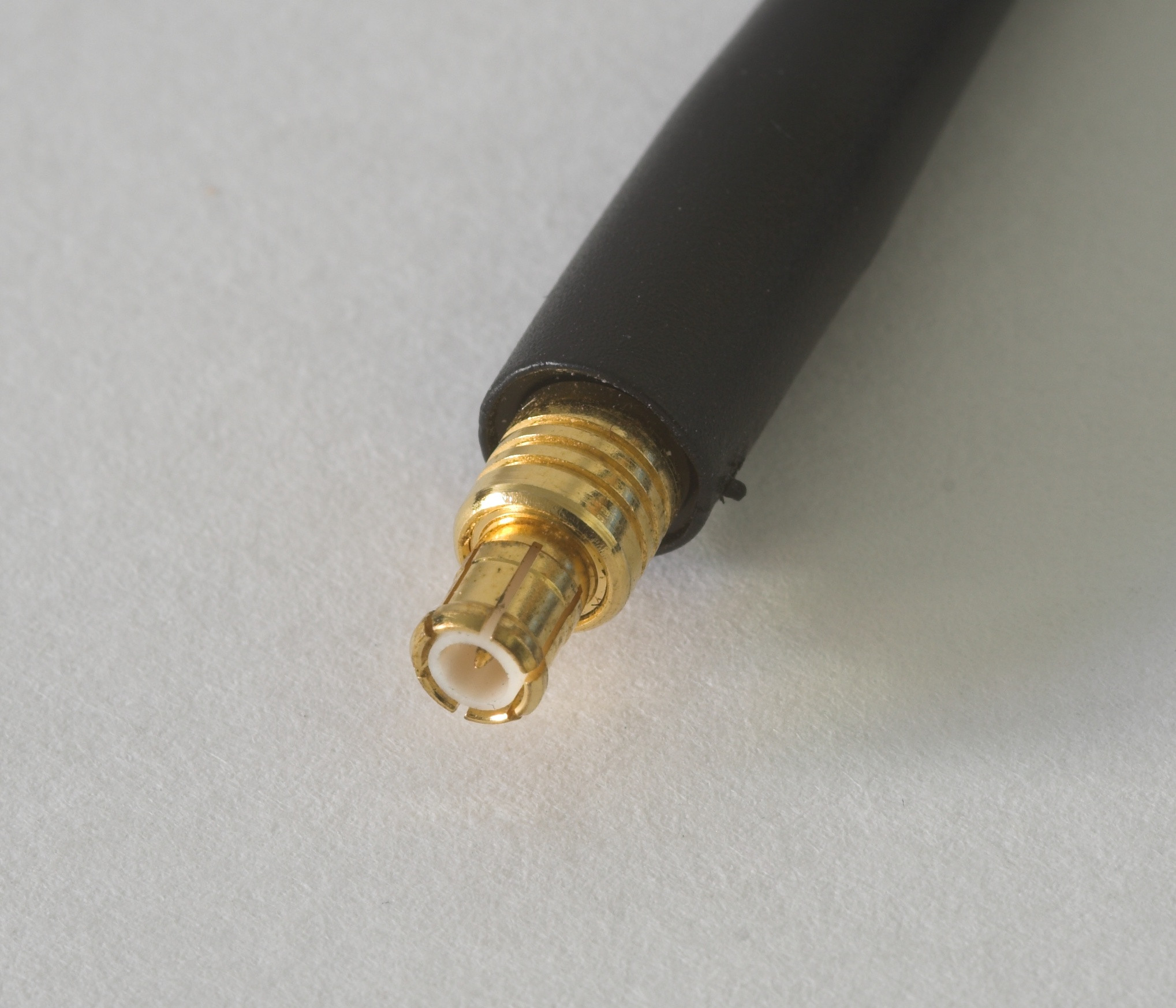
Đầu nối kiểu MCX dùng cho antenna GPS